# Raimundo Quispe
Luis Raimundo Quispe Flores (El Alto, 15 de marzo de 1983) es un escritor y panadero boliviano, considerado uno de los escritores más representativos de la ciudad de El Alto. Escribe cuento, novela y crónica.

## Primeros años
Quispe nació en 1983 en la ciudad de El Alto. Según cuenta en entrevistas, creció sin una figura materna, pues su madre abandonó su hogar cuando él y su hermano eran pequeños. En 2001 hizo su servicio militar y en 2003, durante la denominada Guerra del gas, fue herido en la pierna por siete balines. 

## Trayectoria
Raimundo Quispe estudió Literatura en la Universidad Mayor de San Andrés, aunque en un inicio no consiguió trabajo como literato, por lo que se dedicó a la panadería junto a su familia. Durante la crisis política de 2019 en Bolivia, Quispe cuenta que repartía panes en medio de protestas y gases lacrimógenos pues, en sus palabras, «ni siquiera en la guerra debe faltar este alimento». Su primera novela, La Equis, fue publicada en 2019 por la editorial Sobras Selectas y reeditada dos veces más.
En 2023 publicó su segunda obra, una colección de diez relatos de no ficción bajo el título Ciudad Apacheta (Sobras Selectas). Un año después, en 2024 fue invitado a ser parte de la Primera Feria Internacional del Libro. A propósito, dijo que la feria fue valiosa pues:

La gente de El Alto no bajaba a la Feria de La Paz y no estaba en contacto con los escritores alteños que había. Ahora se ha posibilitado que gente que no leía a autores alteños se entere de que sí los hay y que los pueda ver y hablar con ellos. Hemos tenido el contacto que no habíamos tenido antes.

## Temática de su obra
En su obra, Quispe habla de la relación de los nacidos en El Alto con el trabajo y de la historia de su ciudad a través de los conflictos que allí han sucedido. De Igual modo, habla del choque entre la vida urbana y rural y de la simbiosis entre El Alto y La Paz, dos ciudades vecinas e interdependientes.

## Obra
- La Equis, novela (2019)
- Ciudad Apacheta, relatos cortos de no ficción (2023)[10]